# Rio Dumbrăviţa (Crișul Alb)
O Dumbrăviţa é um rio da Romênia, afluente do Crișul Alb, localizado no distrito de Arad.